# Mistrzostwa Świata Juniorów w Hokeju na Lodzie 2009/Elita
32. Mistrzostwa Świata Juniorów w Hokeju na Lodzie Elity 2009 odbyły się w dniach 26 grudnia 2008–5 stycznia 2009 w Ottawie. Mecze rozgrywane były w Kanadzie po raz dziewiąty w historii. 
W tej części mistrzostw uczestniczyła najlepsza dziesiątka drużyn na świecie. System rozgrywania meczów był inny niż w niższych dywizjach. Najpierw drużyny rozgrywały mecze w fazie grupowej (2 grupy po 5 zespołów), systemem każdy z każdym. Dwie najgorsze zespoły walczyły o utrzymanie w elicie, z czego dwie drużyny spadły. Drużyny, które zajęły pierwsze miejsca w swoich grupach awansowały bezpośrednio do półfinałów, zaś drużyny z miejsc drugich i trzecich, grały między sobą o awans do półfinału.
Hale w których rozegrano zawody:
- Scotiabank Place (o pojemności 19 513 miejsc)
- Ottawa Civic Centre (o pojemności 10 000 miejsc)

## Faza grupowa

### Grupa A
Wyniki
Czas lokalny (UTC-5)
| 26 grudnia 2008 | Niemcy | 2:8 | USA | Scotiabank Place, Ottawa |

| Szczegóły      | Szczegóły                                      | Szczegóły       | Szczegóły | Szczegóły                                                                   |
| -------------- | ---------------------------------------------- | --------------- | --- | --------------------------------------------------------------------------- |
| Godzina: 15:30 | 12:08 (EQ) Toni Ritter 53:51 (EQ) Patrick Pohl | (1:2, 0:3, 1:3) | 08:23 (PP2) Colin Wilson 17:51 (EQ) Drayson Bowman 20:20 (EQ) Jordan Schroeder 32:43 (PP1) James van Riemsdyk 34:27 (EQ) Tyler Johnson 40:35 (EQ) James van Riemsdyk 46:26 (EQ) Drayson Bowman 59:59 (EQ) Matt Rust | Widzów: 18795 Sędzia główny: Sergej Kułakow Sędziowie liniowi: Peter Orszag |

| 26 grudnia 2008 | Kanada | 8:1 | Czechy | Scotiabank Place, Ottawa |

| Szczegóły      | Szczegóły | Szczegóły       | Szczegóły           | Szczegóły                                                                  |
| -------------- | --- | --------------- | ------------------- | -------------------------------------------------------------------------- |
| Godzina: 19:30 | 19:56 (PP1) John Tavares 22:09 (PP1) John Tavares 27:08 (EQ) Angelo Esposito 28:13 (EQ) Ryan Ellis 33:33 (EQ) Tyler Ennis 42:08 (EQ) Christopher DiDomenico 48:18 (EQ) Zach Boychuk 51:51 (EQ) Alex Pietrangelo | (1:0, 4:0, 3:1) | 58:00 (EQ) Jan Kana | Widzów: 19622 Sędzia główny: Tom Laaksonen Sędziowie liniowi: Jari Levonen |

| 27 grudnia 2008 | Kazachstan | 0:9 | Niemcy | Scotiabank Place, Ottawa |

| Szczegóły      | Szczegóły | Szczegóły       | Szczegóły | Szczegóły                                                                       |
| -------------- | --------- | --------------- | --- | ------------------------------------------------------------------------------- |
| Godzina: 19:30 |           | (0:3, 0:4, 0:2) | 04:43 (EQ) Simon Fischhaber 08:31 (EQ) Jerome Flaake 18:45 (EQ) André Huebscher 21:52 (EQ) Daniel Weiß 22:06 (EQ) Steven Rupprich 23:16 (EQ) Gerrit Fauser 27:56 (EQ) Marco Nowak 51:21 (EQ) Jerome Flaake 57:15 (EQ) Conor Morrison | Widzów: 18305 Sędzia główny: Christer Larking Sędziowie liniowi: Patrik Sjoberg |

| 28 grudnia 2008 | Kazachstan | 0:15 | Kanada | Scotiabank Place, Ottawa |

| Szczegóły      | Szczegóły | Szczegóły       | Szczegóły | Szczegóły                                                                         |
| -------------- | --------- | --------------- | --- | --------------------------------------------------------------------------------- |
| Godzina: 15:30 |           | (0:4, 0:5, 0:6) | 01:29 (EQ) Jordan Eberle 08:48 (PP1) Jamie Benn 15:53 (PP2) Jamie Benn 17:26 (EQ) P.K. Subban 21:36 (EQ) Cody Hodgson 24:11 (PP1) Christopher DiDomenico 24:41 (EQ) Jamie Benn 32:32 (PP1) Tyler Ennis 34:52 (PP1) John Tavares 40:50 (EQ) Evander Kane 51:29 (EQ) John Tavares 52:15 (EQ) Cody Hodgson 54:17 (PP1) P.K. Subban 56:02 (PP1) Stefan Della Rovere 59:17 (PP2) Tyler Myers | Widzów: 19176 Sędzia główny: Wiaczesław Bułanow Sędziowie liniowi: Sergej Kułakow |

| 28 grudnia 2008 | USA | 4:3 | Czechy | Scotiabank Place, Ottawa |

| Szczegóły      | Szczegóły | Szczegóły       | Szczegóły                                                              | Szczegóły                                                                 |
| -------------- | --- | --------------- | ---------------------------------------------------------------------- | ------------------------------------------------------------------------- |
| Godzina: 19:30 | 13:00 (PP1) Jordan Schroeder 31:46 (EQ) Matt Rust 38:34 (PP1) James van Riemsdyk 43:43 (EQ) Jordan Schroeder | (1:0, 2:1, 1:2) | 25:14 (EQ) Ondřej Roman 47:02 (EQ) Martin Parýzek 56:43 (PP1) Jan Káňa | Widzów: 19847 Sędzia główny: Jari Levonen Sędziowie liniowi: Peter Orszag |

| 29 grudnia 2008 | Niemcy | 1:5 | Kanada | Scotiabank Place, Ottawa |

| Szczegóły      | Szczegóły              | Szczegóły       | Szczegóły | Szczegóły                                                                     |
| -------------- | ---------------------- | --------------- | --- | ----------------------------------------------------------------------------- |
| Godzina: 19:30 | 28:40 (PP1) David Wolf | (0:1, 1:1, 0:3) | 07:21 (PP1) Zach Boychuk 25:57 (PP2) Jamie Benn 41:04 (EQ) Evander Kane 51:25 (PP1) John Tavares 55:57 (PP1) Zach Boychuk | Widzów: 19326 Sędzia główny: Christer Larking Sędziowie liniowi: Peter Orszag |

| 30 grudnia 2008 | Czechy | 6:0 | Niemcy | Scotiabank Place, Ottawa |

| Szczegóły      | Szczegóły | Szczegóły       | Szczegóły | Szczegóły                                                                        |
| -------------- | --- | --------------- | --------- | -------------------------------------------------------------------------------- |
| Godzina: 15:30 | 13:19 (PP1) David Štich 15:23 (PP1) Zdeněk Okál 35:58 (EQ) Ondřej Roman 44:02 (EQ) Tomáš Knotek 47:56 (PP1) Radko Gudas 49:13 (EQ) Ondřej Roman | (2:0, 1:0, 3:0) |           | Widzów: 17976 Sędzia główny: Wiaczesław Bułanow Sędziowie liniowi: Tom Laaksonen |

| 30 grudnia 2008 | USA | 12:0 | Kazachstan | Scotiabank Place, Ottawa |

| Szczegóły      | Szczegóły | Szczegóły       | Szczegóły | Szczegóły                                                                   |
| -------------- | --- | --------------- | --------- | --------------------------------------------------------------------------- |
| Godzina: 19:30 | 16:27 (PP1) Ian Cole 17:07 (EQ) Aaron Plushaj 18:59 (EQ) Drayson Bowman 20:52 (EQ) Colin Wilson 21:11 (EQ) Colin Wilsonn 25:34 (PP1) James van Riemsdyk 27:12 (EQ) Danny Kristo 32:28 (PP1) Aaron Palushaj 50:08 (PP2) Mike Hoeffel 53:59 (EQ) Jimmy Hayes 55:02 (EQ) Mitch Wahl 58:55 (EQ) Matt Rust | (3:0, 5:0, 4:0) |           | Widzów: 18288 Sędzia główny: Jari Levonen Sędziowie liniowi: Patrik Sjoberg |

| 31 grudnia 2008 | Czechy | 10:2 | Kazachstan | Scotiabank Place, Ottawa |

| Szczegóły      | Szczegóły | Szczegóły       | Szczegóły                                                   | Szczegóły                                                                       |
| -------------- | --- | --------------- | ----------------------------------------------------------- | ------------------------------------------------------------------------------- |
| Godzina: 15:30 | 01:49 (EQ) Tomáš Knotek 05:48 (SH1) Roman Szturc 08:17 (EQ) Jan Káňa 10:14 (EQ) Vladimír Růžička 12:51 (EQ) Vladimír Růžička 15:51 (PP1) Tomáš Knotek 25:55 (EQ) Zdeněk Okál 26:31 (PP1) Jan Káňa 32:34 (EQ) Jan Káňa 36:00 (PP1) Jan Káňa | (6:1, 4:0, 0:1) | 07:17 (EQ) Oleg Oniczszenko 51:08 (SH1) Konstantin Sawenkow | Widzów: 17664 Sędzia główny: Sergej Kułakow Sędziowie liniowi: Christer Larking |

| 31 grudnia 2008 | Kanada | 7:4 | USA | Scotiabank Place, Ottawa |

| Szczegóły      | Szczegóły | Szczegóły       | Szczegóły                                                                                             | Szczegóły                                                                        |
| -------------- | --- | --------------- | --- | -------------------------------------------------------------------------------- |
| Godzina: 19:30 | 14:55 (PP1) John Tavares 15:43 (EQ) John Tavares 18:10 (PP1) Jordan Eberle 20:37 (PP1) Zach Boychuk 26:56 (PP1) Cody Hodgson 59:13 (EN) John Tavares 59:50 (EN) Tyler Ennis | (3:3, 2:1, 2:0) | 03:49 (EQ) Kevin Shattenkirk 07:15 (PP2) Jimmy Hayes 12:35 (EQ) Jim O’Brien 23:40 (PP1) Jonathon Blum | Widzów: 20223 Sędzia główny: Wiaczesław Bułanow Sędziowie liniowi: Tom Laaksonen |

Tabela
Lp. = lokata, M = liczba rozegranych spotkań, W = Wygrane, WpD = Wygrane po dogrywce lub karnych, PpD = Porażki po dogrywce lub karnych, P = Porażki, G+ = Gole strzelone, G- = Gole stracone, Pkt = Liczba zdobytych punktów
| Lp. | Zespół     | M | W | WpD | PpD | P | G + | G - | +/- | Pkt |
| --- | ---------- | - | - | --- | --- | - | --- | --- | --- | --- |
| 1   | Kanada     | 4 | 4 | 0   | 0   | 0 | 35  | 6   | +29 | 12  |
| 2   | USA        | 4 | 3 | 0   | 0   | 1 | 28  | 12  | +16 | 9   |
| 3   | Czechy     | 4 | 2 | 0   | 0   | 2 | 21  | 14  | +7  | 6   |
| 4   | Niemcy     | 4 | 1 | 0   | 0   | 3 | 12  | 19  | -7  | 3   |
| 5   | Kazachstan | 4 | 0 | 0   | 0   | 4 | 2   | 47  | -45 | 0   |

### Grupa B
Wyniki
Czas lokalny (UTC-5)
| 26 grudnia 2008 | Łotwa | 1:4 | Rosja | Ottawa Civic Centre, Ottawa |

| Szczegóły      | Szczegóły                | Szczegóły       | Szczegóły | Szczegóły                                                                    |
| -------------- | ------------------------ | --------------- | --- | ---------------------------------------------------------------------------- |
| Godzina: 14:30 | 58:03 (EQ) Janis Ozolins | (0:1, 0:1, 1:2) | 16:56 (PP1) Wiaczesław Wojnow 31:38 (EQ) Pawel Czernow 47:01 (PP1) Maksim Gonczarow 59:48 (EQ) Dmitrij Kłopow | Widzów: 9441 Sędzia główny: Robert Ritchie Sędziowie liniowi: Patrik Sjoberg |

| 26 grudnia 2008 | Finlandia | 1:3 | Szwecja | Ottawa Civic Centre, Ottawa |

| Szczegóły      | Szczegóły              | Szczegóły       | Szczegóły                                                                        | Szczegóły                                                                |
| -------------- | ---------------------- | --------------- | -------------------------------------------------------------------------------- | ------------------------------------------------------------------------ |
| Godzina: 18:30 | 21:12 (EQ) Toni Rajala | (0:2, 1:0, 0:1) | 09:15 (EQ) Marcus Johansson 12:38 (EQ) David Rundblad 59:20 (EN) Mikael Backlund | Widzów: 9658 Sędzia główny: Guy Pellerin Sędziowie liniowi: Brent Reiber |

| 27 grudnia 2008 | Słowacja | 7:2 | Łotwa | Ottawa Civic Centre, Ottawa |

| Szczegóły      | Szczegóły | Szczegóły       | Szczegóły                                          | Szczegóły                                                                 |
| -------------- | --- | --------------- | -------------------------------------------------- | ------------------------------------------------------------------------- |
| Godzina: 18:30 | 01:54 (PP1) Radoslav Tybor 16:26 (PP1) Ondrej Rusnák 33:20 (EQ) Marek Hrivik 33:58 (PP1) Ondrej Rusnák 38:21 (EQ) Radoslav Tybor 42:12 (EQ) Tomáš Tatar 47:34 (SH1) Adam Bezák | (2:2, 3:0, 2:0) | 07:29 (EQ) Jānis Straupe 14:05 (PP1) Ronalds Cinks | Widzów: 9370 Sędzia główny: Marc Muylaert Sędziowie liniowi: Guy Pellerin |

| 28 grudnia 2008 | Rosja | 5:2 | Finlandia | Ottawa Civic Centre, Ottawa |

| Szczegóły      | Szczegóły | Szczegóły       | Szczegóły                                           | Szczegóły                                                                 |
| -------------- | --- | --------------- | --------------------------------------------------- | ------------------------------------------------------------------------- |
| Godzina: 14:30 | 07:56 (EQ) Nikita Fiłatow 08:34 (EQ) Jewgienij Dadonow 11:29 (EQ) Dmitrij Kłopow 29:56 (EQ) Nikita Fiłatow 58:14 (PP1) Dmitrij Kłopow | (3:1, 1:1, 1:0) | 05:10 (EQ) Jani Lajunen 23:55 (PP1) Joonas Nättinen | Widzów: 9715 Sędzia główny: Danny Kurmann Sędziowie liniowi: Brent Reiber |

| 28 grudnia 2008 | Szwecja | 3:1 | Słowacja | Ottawa Civic Centre, Ottawa |

| Szczegóły      | Szczegóły                                                                         | Szczegóły       | Szczegóły                | Szczegóły                                                                   |
| -------------- | --------------------------------------------------------------------------------- | --------------- | ------------------------ | --------------------------------------------------------------------------- |
| Godzina: 18:30 | 01:02 (EQ) Simon Hjalmarsson 14:42 (PP1) Mikael Backlund 33:30 (EQ) Erik Karlsson | (2:0, 1:0, 0:1) | 45:33 (PP1) Martin Uhnák | Widzów: 9726 Sędzia główny: Marc Muylaert Sędziowie liniowi: Robert Ritchie |

| 29 grudnia 2008 | Łotwa | 1:10 | Szwecja | Ottawa Civic Centre, Ottawa |

| Szczegóły      | Szczegóły                   | Szczegóły       | Szczegóły | Szczegóły                                                                 |
| -------------- | --------------------------- | --------------- | --- | ------------------------------------------------------------------------- |
| Godzina: 18:30 | 19:53 (EQ) Roberts Jekimovs | (1:5, 0:1, 0:4) | 02:13 (PP1) Mattias Tedenby 09:15 (EQ) Magnus Svensson Pääjärvi 13:42 (EQ) André Petersson 17:39 (EQ) Magnus Svensson Pääjärvi 19:10 (EQ) Nicklas Lasu 26:31 (EQ) Simon Hjalmarsson 40:33 (EQ) Joakim Andersson 41:33 (PP1) Erik Karlsson 48:31 (PP1) David Ullström 49:18 (EQ) Nicklas Lasu | Widzów: 9622 Sędzia główny: Danny Kurmann Sędziowie liniowi: Guy Pellerin |

| 30 grudnia 2008 | Rosja | 8:1 | Słowacja | Ottawa Civic Centre, Ottawa |

| Szczegóły      | Szczegóły | Szczegóły       | Szczegóły             | Szczegóły                                                                |
| -------------- | --- | --------------- | --------------------- | ------------------------------------------------------------------------ |
| Godzina: 14:30 | 02:12 (EQ) Nikita Fiłatow 18:34 (PP1) Maksim Gonczarow 21:05 (EQ) Maksim Gonczarow 24:29 (PP1) Nikita Fiłatow 28:32 (EQ) Igor Gołowkow 29:15 (PP1) Nikita Fiłatow 55:37 (EQ) Sergej Andronow 56:52 (EQ) Sergej Korostin | (2:1, 4:0, 2:0) | 13:12 (EQ) Adam Bezák | Widzów: 9419 Sędzia główny: Guy Pellerin Sędziowie liniowi: Brent Reiber |

| 30 grudnia 2008 | Finlandia | 5:1 | Łotwa | Ottawa Civic Centre, Ottawa |

| Szczegóły      | Szczegóły | Szczegóły       | Szczegóły                    | Szczegóły                                                                   |
| -------------- | --- | --------------- | ---------------------------- | --------------------------------------------------------------------------- |
| Godzina: 18:30 | 02:03 (PP1) Tomi Sallinen 14:25 (EQ) Nestori Lähde 23:58 (EQ) Mikael Granlund 27:17 (PP2) Mikael Granlund 30:34 (EQ) Antti Roppo | (2:0, 3:1, 0:0) | 34:03 (PP2) Roberts Jekimovs | Widzów: 9376 Sędzia główny: Marc Muylaert Sędziowie liniowi: Robert Ritchie |

| 31 grudnia 2008 | Szwecja | 5:0 | Rosja | Ottawa Civic Centre, Ottawa |

| Szczegóły      | Szczegóły | Szczegóły       | Szczegóły | Szczegóły                                                                 |
| -------------- | --- | --------------- | --------- | ------------------------------------------------------------------------- |
| Godzina: 14:30 | 05:01 (EQ) André Petersson 10:00 (EQ) Simon Hjalmarsson 16:50 (PP1) André Petersson 17:31 (PP1) Mikael Backlund 43:55 (EQ) Marcus Johansson | (4:0, 0:0, 1:0) |           | Widzów: 9675 Sędzia główny: Marc Muylaert Sędziowie liniowi: Brent Reiber |

| 31 grudnia 2008 | Słowacja | 3:2 pk. | Finlandia | Ottawa Civic Centre, Ottawa |

| Szczegóły      | Szczegóły                                                              | Szczegóły                 | Szczegóły                                       | Szczegóły                                                                   |
| -------------- | ---------------------------------------------------------------------- | ------------------------- | ----------------------------------------------- | --------------------------------------------------------------------------- |
| Godzina: 18:30 | 30:36 (PP1) Richard Pánik 48:32 (EQ) Adam Bezák 65:00 (PS) Tomáš Tatar | (0:0, 1:2, 1:0, 0:0, 1:0) | 24:40 (PP2) Niclas Lucenius 37:37 Nestori Lähde | Widzów: 9312 Sędzia główny: Danny Kurmann Sędziowie liniowi: Robert Ritchie |

Tabela
Lp. = lokata, M = liczba rozegranych spotkań, W = Wygrane, WpD = Wygrane po dogrywce lub karnych, PpD = Porażki po dogrywce lub karnych, P = Porażki, G+ = Gole strzelone, G- = Gole stracone, Pkt = Liczba zdobytych punktów
| Lp. | Zespół    | M | W | WpD | PpD | P | G + | G - | +/- | Pkt |
| --- | --------- | - | - | --- | --- | - | --- | --- | --- | --- |
| 1   | Szwecja   | 4 | 4 | 0   | 0   | 0 | 21  | 3   | +18 | 12  |
| 2   | Rosja     | 4 | 3 | 0   | 0   | 1 | 17  | 9   | +8  | 9   |
| 3   | Słowacja  | 4 | 1 | 1   | 0   | 2 | 12  | 15  | -3  | 5   |
| 4   | Finlandia | 4 | 1 | 0   | 1   | 2 | 10  | 12  | -2  | 4   |
| 5   | Łotwa     | 4 | 0 | 0   | 0   | 4 | 5   | 26  | -21 | 0   |

## Strefa spadkowa
Zaliczane są mecze rozegrane w fazie grupowej pomiędzy zainteresowanymi drużynami. W tym wypadku:
| 27 grudnia 2008 | Kazachstan | 0:9 | Niemcy | Scotiabank Place, Ottawa |

| Szczegóły      | Szczegóły | Szczegóły       | Szczegóły | Szczegóły                                                                       |
| -------------- | --------- | --------------- | --- | ------------------------------------------------------------------------------- |
| Godzina: 19:30 |           | (0:3, 0:4, 0:2) | 04:43 (EQ) Simon Fischhaber 08:31 (EQ) Jerome Flaake 18:45 (EQ) André Huebscher 21:52 (EQ) Daniel Weiß 22:06 (EQ) Steven Rupprich 23:16 (EQ) Gerrit Fauser 27:56 (EQ) Marco Nowak 51:21 (EQ) Jerome Flaake 57:15 (EQ) Conor Morrison | Widzów: 18305 Sędzia główny: Christer Larking Sędziowie liniowi: Patrik Sjoberg |

| 30 grudnia 2008 | Finlandia | 5:1 | Łotwa | Ottawa Civic Centre, Ottawa |

| Szczegóły      | Szczegóły | Szczegóły       | Szczegóły                    | Szczegóły                                                                   |
| -------------- | --- | --------------- | ---------------------------- | --------------------------------------------------------------------------- |
| Godzina: 18:30 | 02:03 (PP1) Tomi Sallinen 14:25 (EQ) Nestori Lähde 23:58 (EQ) Mikael Granlund 27:17 (PP2) Mikael Granlund 30:34 (EQ) Antti Roppo | (2:0, 3:1, 0:0) | 34:03 (PP2) Roberts Jekimovs | Widzów: 9376 Sędzia główny: Marc Muylaert Sędziowie liniowi: Robert Ritchie |

Wyniki
Czas lokalny (UTC-5)
| 2 stycznia 2009 | Niemcy | 1:7 | Łotwa | Ottawa Civic Centre, Ottawa |

| Szczegóły      | Szczegóły              | Szczegóły       | Szczegóły | Szczegóły                                                                      |
| -------------- | ---------------------- | --------------- | --- | ------------------------------------------------------------------------------ |
| Godzina: 18:30 | 07:06 (EQ) Daniel Weiß | (1:1, 0:5, 0:1) | 07:34 (EQ) Roberts Bukarts 25:23 (EQ) Roberts Bukarts 27:55 (EQ) Jānis Straupe 28:57 (EQ) Roberts Bukarts 29:28 (SH1) Vitālijs Pavlovs 36:01 (EQ) Aldis Pizāns 44:44 (EQ)Ronalds Cinks | Widzów: 9888 Sędzia główny: Wiaczesław Bułanow Sędziowie liniowi: Peter Orszag |

| 3 stycznia 2009 | Finlandia | 7:1 | Kazachstan | Ottawa Civic Centre, Ottawa |

| Szczegóły      | Szczegóły | Szczegóły       | Szczegóły                      | Szczegóły                                                                    |
| -------------- | --- | --------------- | ------------------------------ | ---------------------------------------------------------------------------- |
| Godzina: 18:30 | 00:22 (EQ) Jyri Niemi 06:29 (EQ) Joonas Rask 16:32 (EQ) Tomi Sallinen 27:26 (SH1) Antti Roppo 39:09 (PP1) Teemu Hartikainen 44:33 (PP2) Toni Rajala 54:13 (PP1) Teemu Hartikainen | (3:0, 2:1, 2:0) | 21:03 (EQ) Konstantin Sawenkow | Widzów: 9180 Sędzia główny: Sergej Kułakow Sędziowie liniowi: Robert Ritchie |

| 4 stycznia 2009 | Finlandia | 3:1 | Niemcy | Ottawa Civic Centre, Ottawa |

| Godzina: 14:30 | 12:40 (EQ) Tommi Kivistö 13:02 (EQ) Teemu Hartikainen 41:31 (PP1) Jyri Niemi | (2:0, 0:1, 1:0) | 29:39 (EQ) Jerome Flaake | Widzów: 9192 Sędzia główny: Christer Larking Sędziowie liniowi: Patrik Sjoberg |

| 4 stycznia 2009 | Łotwa | 1:7 | Kazachstan | Ottawa Civic Centre, Ottawa |

| Szczegóły      | Szczegóły | Szczegóły       | Szczegóły                      | Szczegóły                                                                    |
| -------------- | --- | --------------- | ------------------------------ | ---------------------------------------------------------------------------- |
| Godzina: 18:30 | 12:53 (EQ) Roberts Jekimovs 29:10 (EQ) Jānis Ozoliņš 41:34 (SH1) Roberts Bukarts 48:43 (EQ) Artjoms Ogorodņikovs 55:15 (EQ) Ralfs Freibergs 57:58 (PP1) Artjoms Ogorodņikovs 59:49 (PP1) Roberts Jekimovs | (1:0, 1:0, 5:1) | 55:01 (EQ) Konstantin Sawenkow | Widzów: 9173 Sędzia główny: Sergej Kułakow Sędziowie liniowi: Robert Ritchie |

Tabela
Lp. = lokata, M = liczba rozegranych spotkań, W = Wygrane, WpD = Wygrane po dogrywce lub karnych, PpD = Porażki po dogrywce lub karnych, P = Porażki, G+ = Gole strzelone, G- = Gole stracone, Pkt = Liczba zdobytych punktów
| Lp. | Zespół     | M | W | WpD | PpD | P | G + | G - | +/- | Pkt |
| --- | ---------- | - | - | --- | --- | - | --- | --- | --- | --- |
| 1   | Finlandia  | 3 | 3 | 0   | 0   | 0 | 15  | 3   | +12 | 9   |
| 2   | Łotwa      | 3 | 2 | 0   | 0   | 1 | 15  | 7   | +8  | 6   |
| 3   | Niemcy     | 3 | 1 | 0   | 0   | 2 | 11  | 10  | +1  | 3   |
| 4   | Kazachstan | 3 | 0 | 0   | 0   | 3 | 2   | 23  | -21 | 0   |

## Faza pucharowa

### Ćwierćfinały
Czas lokalny (UTC-5)
| 2 stycznia 2009 | USA | 3:5 | Słowacja | Scotiabank Place, Ottawa |

| Szczegóły      | Szczegóły                                                                    | Szczegóły       | Szczegóły | Szczegóły                                                                  |
| -------------- | ---------------------------------------------------------------------------- | --------------- | --- | -------------------------------------------------------------------------- |
| Godzina: 15:30 | 12:01 (PP1) Ian Cole 45:31 (PP1) Jonathon Blum 58:42 (EQ) James van Riemsdyk | (1:3, 0:0, 2:2) | 11:05 (EQ) Adam Bezák 13:41 (EQ) Tomáš Tatar 17:53 (EQ) Jozef Molnár 51:38 (EQ) Richard Pánik 57:46 (EN) Tomáš Tatar | Widzów: 18042 Sędzia główny: Danny Kurmann Sędziowie liniowi: Brent Reiber |

| 2 stycznia 2009 | Rosja | 5:1 | Czechy | Scotiabank Place, Ottawa |

| Szczegóły      | Szczegóły | Szczegóły       | Szczegóły               | Szczegóły                                                                       |
| -------------- | --- | --------------- | ----------------------- | ------------------------------------------------------------------------------- |
| Godzina: 19:30 | 11:53 (PP1) Sergei Andronow 41:25 (EQ) Nikita Fiłatow 47:26 (SH2) Jewgienij Graczew 54:02 (EQ) Jewgienij Dadonow 59:29 (PP1) Pawel Czernow | (1:0, 0:0, 4:1) | 48:01 (PP2) Radko Gudas | Widzów: 18753 Sędzia główny: Christer Larking Sędziowie liniowi: Patrik Sjoberg |

### Półfinały
Czas lokalny (UTC-5)
| 3 stycznia 2009 | Szwecja | 5:3 | Słowacja | Scotiabank Place, Ottawa |

| Szczegóły      | Szczegóły | Szczegóły       | Szczegóły                                                               | Szczegóły                                                                  |
| -------------- | --- | --------------- | ----------------------------------------------------------------------- | -------------------------------------------------------------------------- |
| Godzina: 15:30 | 30:19 (EQ) Mikael Backlund 47:04 (PP1) Mikael Backlund 48:52 (EQ) David Ullström 51:41 (EQ) Simon Hjalmarsson 58:43 (EN) Oscar Möller | (0:1, 1:1, 4:1) | 19:56 (PP1) Marek Mertel 35:47 (PP1) Tomáš Tatar 55:58 (EQ) Tomáš Tatar | Widzów: 18112 Sędzia główny: Marc Muylaert Sędziowie liniowi: Guy Pellerin |

| 3 stycznia 2009 | Kanada | 6:5 pk. | Rosja | Scotiabank Place, Ottawa |

| Szczegóły      | Szczegóły | Szczegóły                 | Szczegóły | Szczegóły                                                                  |
| -------------- | --- | ------------------------- | --- | -------------------------------------------------------------------------- |
| Godzina: 19:30 | 02:02 (EQ) Brett Sonne 07:04 (EQ) Patrice Cormier 36:40 (PP1) Jordan Eberle 45:44 (SH1) Angelo Esposito 59:55 (EQ) Jordan Eberle 70:00 (PS) Jordan Eberle | (2:2, 1:0, 2:3, 0:0, 1:0) | 05:18 (EQ) Maksim Gonczarow 07:20 (EQ) Dmitrij Kłopow 40:51 (EQ) Jewgienij Graczew 46:22 (PP2) Sergei Andronow 57:40 (EQ) Dmitrij Kłopow | Widzów: 19327 Sędzia główny: Tom Laaksonen Sędziowie liniowi: Jari Levonen |

### Mecz o piąte miejsce
Czas lokalny (UTC-5)
| 4 stycznia 2009 | USA | 3:2 pd. | Czechy | Scotiabank Place, Ottawa |

| Szczegóły      | Szczegóły                                                                         | Szczegóły            | Szczegóły                                      | Szczegóły                                                                 |
| -------------- | --------------------------------------------------------------------------------- | -------------------- | ---------------------------------------------- | ------------------------------------------------------------------------- |
| Godzina: 19:30 | 08:36 (EQ) Eric Tangradi 53:02 (PP1) Cade Fairchild 62:49 (EQ) James van Riemsdyk | (1:0, 0:0, 1:2, 1:0) | 42:23 (EQ) Zdeněk Okál 50:59 (EQ) Ondřej Roman | Widzów: 17936 Sędzia główny: Peter Oeszag Sędziowie liniowi: Brent Reiber |

### Mecz o trzecie miejsce
Czas lokalny (UTC-5)
| 5 stycznia 2009 | Słowacja | 2:5 | Rosja | Scotiabank Place, Ottawa |

| Szczegóły      | Szczegóły                                          | Szczegóły       | Szczegóły | Szczegóły                                                                  |
| -------------- | -------------------------------------------------- | --------------- | --- | -------------------------------------------------------------------------- |
| Godzina: 15:30 | 30:14 (EQ) Martin Štajnoch 57:01 (PP1) Tomáš Tatar | (0:1, 1:2, 1:2) | 04:30 (EQ) Pawel Czernow 25:56 (EQ) Maksim Gonczarow 39:28 (EQ) Nikita Fiłatow 51:11 (EQ) Nikita Fiłatow 58:07 (EN) Dmitrij Kugryszew | Widzów: 18763 Sędzia główny: Marc Muylaert Sędziowie liniowi: Guy Pellerin |

### Finał
Czas lokalny (UTC-5)
| 5 stycznia 2009 | Szwecja | 1:5 | Kanada | Scotiabank Place, Ottawa |

| Szczegóły      | Szczegóły                   | Szczegóły       | Szczegóły | Szczegóły                                                                        |
| -------------- | --------------------------- | --------------- | --- | -------------------------------------------------------------------------------- |
| Godzina: 19:30 | 48:30 (EQ) Joakim Andersson | (0:1, 0:1, 1:3) | 00:38 (PP1) P.K. Subban 24:06 (EQ) Angelo Esposito 40:33 (PP1) Cody Hodgson 58:07 (EN) Jordan Eberle 59:28 (EN) Cody Hodgson | Widzów: 20380 Sędzia główny: Wiaczesław Bułanow Sędziowie liniowi: Danny Kurmann |

## Statystyki
- Klasyfikacja strzelców:  John Tavares,  Nikita Fiłatow – 8 goli
- Klasyfikacja asystentów:  Cody Hodgson – 11 asyst
- Klasyfikacja kanadyjska:  Cody Hodgson – 15 punktów
- Klasyfikacja +/-:  P.K. Subban – +12

## Nagrody
Nagrody IIHF dla najlepszych zawodników
- Bramkarz:  Jacob Markström
- Obrońca:  Erik Karlsson
- Napastnik:  John Tavares

Skład gwiazd turnieju
- Bramkarz:  Jaroslav Janus
- Obrońcy:  Erik Karlsson,  P.K. Subban
- Napastnicy:  Cody Hodgson,  John Tavares,  Nikita Fiłatow

Najbardziej Wartościowy Zawodnik (MVP) turnieju John Tavares